# SV Untermeitingen
Der SV Untermeitingen (Sportverein Untermeitingen 1928 e.V.) ist ein Sportverein aus dem Ort Untermeitingen im schwäbischen Landkreis Augsburg.

## Geschichte
Der Verein wurde 1928 als Sportverein gegründet.
Heute verfügt er über weitere Abteilungen:
Allkampf /Taekwando, Basketball, Fußball, Gymnastik, Leichtathletik, Ski & Snowboard, Stockschützen, Tennis und Tischtennis.

## Fußball
Lange vor der offiziellen Vereinsgründung wurde in Untermeitingen Fußball gespielt.
Die Abteilung besteht aktuell aus drei Herrenmannschaften und eine Altherren-Mannschaft im Verein.
Außerdem gibt es mehrere Jugendmannschaften die unter Teamnamen JFG (Jugendfördergemeinschaft) Lechfeld auflaufen.

## Leichtathletik
Am 19. Mai 1993 wurde die Leichtathletikabteilung, die achte Abteilung im SVU gegründet.

## Gymnastik
Die Gymnastikabteilung wurde am 1. April 1970 gegründet.

## Ski & Snowboard
Zwischenzeitlich gesellte sich die Ski- und Surfabteilung zum SVU; die Gründung der vierten Abteilung erfolgte am 3. April 1981.

## Tennis
Am 19. Mai 1983, erfolgte die Gründung der Tennisabteilung. Genau ein Jahr nach der Gründungsversammlung konnten am 19. Mai 1984 bereits vier neue Tennisplätze eingeweiht werden, denen am 19. Mai 1987 zwei weitere Sandplätze folgten.

## Stockschießen
Am 13. Juli 1990 die Abteilung Stockschießen mit 27 Mitgliedern gegründet werden. Noch im Herbst desselben Jahres wurde bereits mit dem Bau der Stockschützenanlage mit 7 Bahnen und einer Vereins- und Gerätehütte begonnen.

## Basketball
Ab 19. Oktober 2022 werden in der neuen Basketballabteilung ganz offiziell Körbe beim SVU erzielt.
Es gibt eine Herrenmannschaft die zum ersten Mal zur Saison 2025/26 in der Bezirksklasse am Spielbetrieb teilnimmt.
Zwischenzeitlich konnte schon in einige Freundschaftsspielen gute Ergebnisse erzielt werden.